# Libaros
Libaros település Franciaországban, Hautes-Pyrénées megyében. Lakosainak száma 136 fő (2022. január 1.). Libaros Puydarrieux, Bonnefont, Campuzan, Galan, Montastruc, Sentous és Tournous-Devant községekkel határos.

## Népesség
A település népességének változása:
| Lakosok száma | 137  | 134  | 136  | 136  | 137  | 138  | 139  | 138  | 136  |
|               | 2013 | 2015 | 2016 | 2017 | 2018 | 2019 | 2020 | 2021 | 2022 |